# Розшарування (теорія гомотопій)
У алгебричній топології, розділі математики, розшаруванням (також розшаруванням Гуревича, фібрацією) називається неперервне відображення топологічних просторів, яке задовольняє властивість підняття гомотопії для кожного топологічного простору. Розшарування відіграють важливу роль у теорії гомотопій, підобласті алгебричної топології. Грубо кажучи, розшарування є парою просторів із відображенням одного на інше, де будь-яку гомотопію у просторі на який здійснюється відображення можна перенести вздовж даного відображення на вихідний простір відображення.
Пов'язаними є також поняття розшарування Серра і квазірозшарування.

## Означення

### Розшарування Гуревича
Розшаруванням (також розшаруванням Гуревича, фібрацією) називається неперервне відображення {\displaystyle p\colon E\longrightarrow B}, яке має властивість підняття гомотопії для всіх топологічних просторів {\displaystyle X}. Тобто для топологічного простору {\displaystyle X} і всіх неперервних відображень
{\displaystyle f\colon X\times I\longrightarrow B}
і неперервних відображень
{\displaystyle {\bar {f}}\colon X\times \{0\}\to E},
для яких діаграма
{\displaystyle {\begin{matrix}\qquad {\bar {f}}\colon X\times \{0\}&\longrightarrow &E\\\operatorname {incl} {\bigg \downarrow }&&{\bigg \downarrow }p\\\qquad f\colon X\times I\ &\longrightarrow &B\end{matrix}}}
є комутативною, існує відображення
{\displaystyle F\colon X\times I\longrightarrow E}
для якого {\displaystyle f=p\circ F} і {\displaystyle F|_{X\times \{0\}}={\bar {f}}}. Таке відображення називається накриваючою гомотопією.
Простір {\displaystyle E} називається загальним простором, {\displaystyle B} — базовим простором розшарування. Прообраз {\displaystyle p^{-1}(b)} точки {\displaystyle b\in B} називається шаром над {\displaystyle b}.
Якщо базовий простір {\displaystyle B} є лінійно зв'язаним, то шари над різними точками {\displaystyle B} є гомотопно еквівалентними.

### Розшарування Серра
Розшарування Серра — неперервне відображення {\displaystyle p\colon E\longrightarrow B}, яке задовольняє властивість підняття гомотопії для всіх CW-Комплексів {\displaystyle X}.
Для цього достатнім (і, отже, еквівалентним) є факт виконання властивості підняття гомотопії для просторів {\displaystyle X=\left[0,1\right]^{n}} для {\displaystyle n=0,1,2,\ldots }. Звідси також еквівалентною є вимога виконання властивості підняття гомотопії для всіх поліедрів — топологічних просторів гомеоморфних симпліційним комплексам. Це твердження також часто використовується для означення розшарування Серра.

### Квазірозшарування
Квазірозшаруванням називається неперервне відображення {\displaystyle p\colon E\longrightarrow B}, для якого породжений гомоморфізм відносних гомотопічних груп
{\displaystyle p_{*}:\pi _{i}(E,p^{-1}(x);y)\rightarrow \pi _{i}(B,x)}
для усіх {\displaystyle x\in B,y\in p^{-1}(x)} і всіх {\displaystyle i\geqslant 0} є ізоморфізмом.
Якщо базовий простір є лінійно зв'язаним, то всі шари квазірозшарування є слабко гомотопно еквівалентними.
Кожне розшарування Серра є квазірозшаруванням.

### Пов'язані означення
Відображення {\displaystyle f\colon E_{1}\to E_{2}} між загальними просторами двох розшарувань {\displaystyle p_{1}\colon E_{1}\to B} і {\displaystyle p_{2}\colon E_{2}\to B} над одним базовим простором називається гомоморфізмом розшарувань якщо відображення на діаграмі нижче комутують:
Якщо додатково для {\displaystyle f} існує такий гомоморфізм розшарувань {\displaystyle g\colon E_{2}\to E_{1}}, що {\displaystyle f\circ g} і  {\displaystyle g\circ f} є гомотопними до одиничних відображень  {\displaystyle Id_{E_{2}}} і {\displaystyle Id_{E_{1}}} за допомогою гомотопії, що є гомоморфізмом розшарувань, то {\displaystyle f} називається гомотопною еквівалентністю розшарувань.
Якщо задане розшарування {\displaystyle p\colon E\to B} і неперервне відображення {\displaystyle f\colon A\to B}, нехай {\displaystyle f^{*}(E)=\{(a,e)\in A\times E|f(a)=p(e)\}} і відображення {\displaystyle p_{f}\colon f^{*}(E)\to A}є проєкцією на перший множник у добутку множин. При цьому відображення на діаграмі нижче комутують:
Тоді {\displaystyle p_{f}\colon f^{*}(E)\to A} є розшаруванням, яке називається індукованим розшаруванням розшарування {\displaystyle p\colon E\to B} за допомогою відображення {\displaystyle f\colon A\to B}.

## Властивості
- Якщо {\displaystyle p\colon E\longrightarrow B} є розшаруванням і {\displaystyle b_{1},b_{2}\in B}, то шари {\displaystyle p^{-1}(b_{1}),\ p^{-1}(b_{2})} над цими двома довільними точками є гомотопно еквівалентними. Таким чином поняття розшарування Гуревича певною мірою є гомотопно теоретичним аналогом поняття локально тривіального розшарування для якого всі шари є гомеоморфними.
- Розшарування {\displaystyle p\colon E\longrightarrow B} над стягуваним простором є гомотопно еквівалентним як розшарування (тобто за допомогою гомотопії, що є гомоморфізмом розшарувань) до тривіального розшарування (добутку просторів)  {\displaystyle B\times F\longrightarrow B.} Більш загально, якщо {\displaystyle B} є локально стягуваним простором, то {\displaystyle p\colon E\longrightarrow B} є локально гомотопно еквівалентним як розшарування до тривіального розшарування. Це продовжує опис розшарування Гуревича як гомотопно теоретичного аналога локально тривіальних розшарувань.
- Для всіх розшарувань Гуревича зі стягуваним базовим простором існує перетин.

Перетин одержується із підняття гомотопії {\displaystyle F:X\times [0,1]\to X}  між сталим відображенням {\displaystyle F_{0}} і одиничним відображенням {\displaystyle F_{1}} (існування такої гомотопії випливає з означення стягуваних просторів). Оскільки для сталого відображення очевидно існує підняття, то воно існує і для гомотопії й для одиничного відображення {\displaystyle F_{1}}. Але підняття для одиничного відображення буде перетином.
- Кожне неперервне відображення {\displaystyle f\colon A\to B} можна записати як композицію відображень {\displaystyle A\to E_{f}\to B} у якій перше відображення є гомотопною еквівалентністю, а друге — розшаруванням. Зокрема за {\displaystyle E_{f}} можна взяти множину пар {\displaystyle (a,\gamma )} де {\displaystyle a\in A} і {\displaystyle \gamma \colon I\to B} є шляхом для якого {\displaystyle \gamma (0)=f(a),} де {\displaystyle I=[0,1]} позначає одиничний відрізок. На просторі {\displaystyle E_{f}=\{(a,\gamma )\in A\times B^{I}|\gamma (0)=f(a)\}} вводиться індукована топологія із простору {\displaystyle A\times B^{I},} де {\displaystyle B^{I}} є простором неперервних відображень {\displaystyle I\to B} із компактно-відкритою топологією. Відображення {\displaystyle p\colon E_{f}\to B} задане як {\displaystyle p(a,\gamma )=\gamma (1)} є розшаруванням. Також {\displaystyle A} можна розглядати як підпростір {\displaystyle E_{f}} ідентифікуючи {\displaystyle a\in A} із парою {\displaystyle (a,\gamma _{f(a)}),} де {\displaystyle \gamma _{f(a)}} позначає сталий шлях у точці {\displaystyle f(a)}. Включення {\displaystyle i:A\to E_{f}} є гомотопною еквівалентністю і {\displaystyle f=p\circ i} тобто {\displaystyle f} є рівною композиції гомотопної еквівалентності й розшарування.

## Приклади
- Нехай {\displaystyle F} — будь-який топологічний простір і

{\displaystyle p:B\times F\to B}
є проєкцією на перший фактор. Тоді {\displaystyle p} є розшаруванням Гуревича. Таке розшарування називається тривіальним.
- Натомість локально тривіальне розшарування може не бути розшаруванням Гуревича. Як приклад головне розшарування для групи {\displaystyle G=(\mathbb {R} ^{+},\cdot )} додатних дійсних чисел з операцією множення над простором {\displaystyle X} одержаним склеюванням двох дійсних прямих вздовж додатних чисел.

Детальніше нехай {\displaystyle X=(\mathbb {R} \times \{0,1\})\mathbin {/} {\sim }}, де відношення еквівалентності породжується усіма еквівалентностями виду {\displaystyle (x,0)\sim (x,1),\ x\in \mathbb {R} ^{+}} і {\displaystyle q:\mathbb {R} \times \{0,1\}\to X} є проєкцією на фактор-простір. Якщо позначити {\displaystyle U=q(\mathbb {R} \times \{0\}),\ V=q(\mathbb {R} \times \{1\}),} то ці множини утворюють відкрите покриття простору {\displaystyle X}. Неперервне відображення {\displaystyle {\hat {g}}:\mathbb {R} \times \{0,1\}\to \mathbb {R} ,} задане як {\displaystyle {\hat {g}}(x\times i)=x} породжує неперервне відображення {\displaystyle g:X\to \mathbb {R} .}
Нехай {\displaystyle f=g|_{U\cap V}:U\cap V\to \mathbb {R} ^{+}} є обмеженням цього відображення. Тоді {\displaystyle f} є неперервним відображенням яке не можна продовжити до неперервного відображення із {\displaystyle X} на {\displaystyle \mathbb {R} ^{+}} (якби таке продовження {\displaystyle {\hat {f}}} існувало, і {\displaystyle {\hat {f}}(0)=y} то для будь-якої послідовності, що збігається до 0 в {\displaystyle X} границею образів елементів цієї послідовності має бути {\displaystyle y}; але {\displaystyle q(1/n,1)} є прикладом такої послідовності і {\displaystyle {\hat {f}}(q(1/n,1))=f(q(1/n,1))=1/n} є послідовністю, що не має границі у {\displaystyle \mathbb {R} ^{+}}).
Нехай {\displaystyle E_{U}=U\times G,\ E_{V}=V\times G} є тривіальними головними розшаруваннями, де як і вище {\displaystyle G=(\mathbb {R} ^{+},\cdot )}.  З цих двох розшарувань можна побудувати головне розшарування над {\displaystyle X} за допомогою склеювання над {\displaystyle U\cap V} за допомогою {\displaystyle G}-ізоморфізму {\displaystyle \varphi _{f}:E_{U}|_{U\cap V}\ {\overset {\simeq }{\to }}\ E_{V}|_{U\cap V}} для якого {\displaystyle \varphi _{f}(x,g)={\bigl (}x,f(x)\cdot g{\bigr )}.} Одержане розшарування буде локально тривіальним оскільки його обмеження на {\displaystyle U} і {\displaystyle V} є тривіальними, але для нього не існує перетинів, зокрема воно не є тривіальним. Дійсно з існування перетину {\displaystyle s_{X}} випливало б існування також перетинів на тривіальних розшаруваннях {\displaystyle E_{U},\ E_{V}} і відповідно неперервних відображень {\displaystyle S_{U}:U\to \mathbb {R} ^{+}} і {\displaystyle S_{V}:V\to \mathbb {R} ^{+}}  для яких також {\displaystyle S_{V}(x)=f(x)\cdot S_{U}(x),\ \forall x\in U\cap V} і як наслідок {\textstyle f(x)={S_{V}(x) \over S_{U}(x)},\ \forall x\in U\cap V.} Але тоді також можна задати неперервне продовження {\displaystyle {\overline {f}}:X\to \mathbb {R} ^{+}} на весь простір задане як {\textstyle {\overline {f}}(x)={\frac {S_{V}{\bigl (}q(g(x),1){\bigr )}}{S_{U}{\bigl (}q(g(x),0){\bigr )}}}}. Одержана суперечність із неможливістю такого продовження доводить відсутність перетину {\displaystyle s_{X}}.
Оскільки простір {\displaystyle X} є стягуваним, то відсутність перетинів також доводить, що це головне розшарування не є розшаруванням Гуревича.
- Якщо додатково базовий простір є паракомпактним то локально тривіальне розшарування є розшаруванням Гуревича.

- Розшарування Гопфа історично було одним із перших нетривіальних прикладів розшарування.
- Розшарування Гопфа є частковим випадком розшарувань над комплексними проєктивними просторами виду  {\displaystyle p:S^{2n+1}\to \mathbf {CP} ^{n}} із шарами {\displaystyle S^{1}.} Розшарування Гопфа є частковим випадком для n=1 оскільки {\displaystyle {CP}^{1}} є гомеоморфним сфері.
- Ще одним узагальненням розшарування Гопфа, є розшарування над кватерніонним проєктивним простором {\displaystyle p:S^{4n+3}\to \mathbf {HP} ^{n}} із шарами  {\displaystyle Sp^{1},} тобто групою одиничних кватерніонів.
- Розшарування Серра {\displaystyle p:SO(3)\to S^{2}} одержується із дії групи поворотів SO(3) на сфері S2. Шари цього розшарування є рівними SO(2). Як топологічний простір SO(3) є гомеоморфним дійсному проєктивному простору RP3 і тому S3 є подвійним накриттям SO(3). Звідси випливає, що розшарування Гопфа є універсальним накриттям.
- Попередній приклад можна узагальнити на розшарування {\displaystyle p:SO(n+1)\to S^{n}} із шарами  SO(n) для будь-якого невід'ємного цілого числа n (хоча шари не є одноточковими лише для n > 1) яке одержується із дії спеціальної ортогональної групи SO(n+1) на n-гіперсфері.
- Кожне накриття топологічного простору є розшаруванням Гуревича.
- Більш загально, кожне локально тривіальне розшарування є розшаруванням Серра. У цьому випадку шари для різних точок не тільки є гомотопно еквівалентними, але і гомеоморфними.
- Приклад розшарування Серра, що не є розшаруванням Гуревича можна одержати якщо взяти {\displaystyle E=\{(x,y):x=y,x\in I\}\cup \bigcup _{n\in \mathbb {N}  \atop n>0}\{(x,y):x\in I,y=1+1/n\}} і {\displaystyle B=I=\{x:0\leq x\leq 1\}.} Тоді відображення	{\displaystyle p(x,y)=x} є розшаруванням Серра, але шари {\displaystyle p^{-1}(0)} і {\displaystyle p^{-1}(1)} не є гомотопно еквівалентними, тому воно не є розшаруванням Гуревича.
- Приклад квазірозшарування, що не є розшаруванням Серра можна одержати якщо взяти {\displaystyle E=\left([-1,0]\times \{1\}\cup \{0\}\times [0,1]\cup [0,1]\times \{0\}\right)} і {\displaystyle B=[-1,1].} Тоді відображення {\displaystyle p(x,y)=x} є  квазірозшаруванням, але не розшаруванням Серра.

## Довга точна гомотопічна послідовність
Для розшарувань Серра (а також, більш загально, для квазірозшарувань) для {\displaystyle p:E\rightarrow B} існує довга точна послідовність груп гомотопії n
{\displaystyle \ldots \rightarrow \pi _{n+1}(B,y)\rightarrow \pi _{n}(F,x)\rightarrow \pi _{n}(E,x)\rightarrow \pi _{n}(B,y)\rightarrow \pi _{n-1}(F,x)\rightarrow \ldots }.
Тут {\displaystyle x\in E,y=p(x)\in B} і {\displaystyle F=p^{-1}(x)} є шаром.
Приклад: розшарування Гопфа {\displaystyle p:S^{3}\rightarrow S^{2}} із шаром {\displaystyle S^{1}}. Як відомо, {\displaystyle \pi _{n}(S^{1})=0} для всіх {\displaystyle n\geqslant 2}, з цього випливає {\displaystyle \pi _{n}(S^{3})\cong \pi _{n}(S^{2})} для всіх {\displaystyle n\geqslant 3}, зокрема {\displaystyle \pi _{3}(S^{2})=\mathbb {Z} }.